# Doyle’s Delight
Doyle’s Delight – szczyt w pasmie Maya. Leży w Belize, blisko granicy z Gwatemalą. Jest to najwyższy szczyt Belize. Niektóre źródła podają wysokość szczytu jako 1174 m. 
Nazwa szczytu pochodzi od nazwiska sir Arthura Conana Doyle’a. W jego książce Zaginiony świat (1912 r.) znajduje się cytat: „there must be something wild and wonderful in a country such as this, and we're the men to find it out!” (pol.: Musi być coś dzikiego i niesamowitego w kraju takim jak ten, i to my to znajdziemy!).